# Tá (số đếm)
Xem thêm: Tá

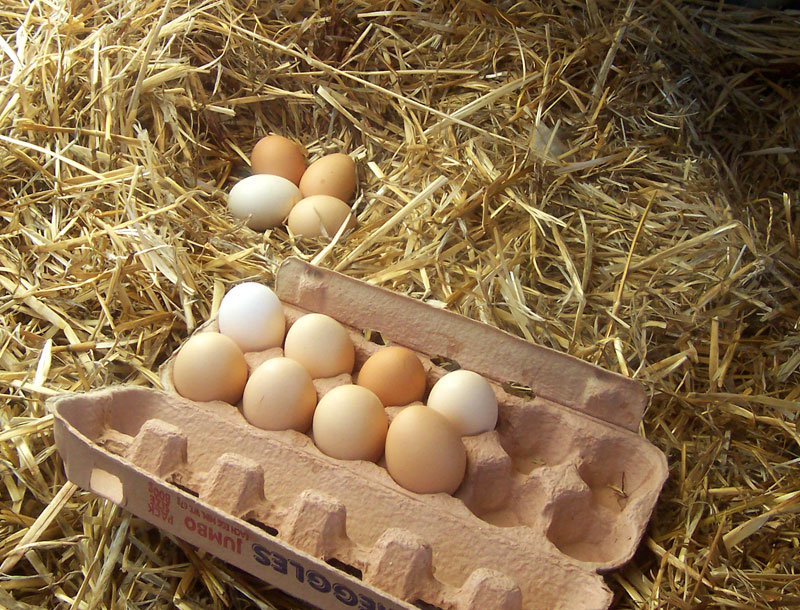
Khay trứng 12 quả

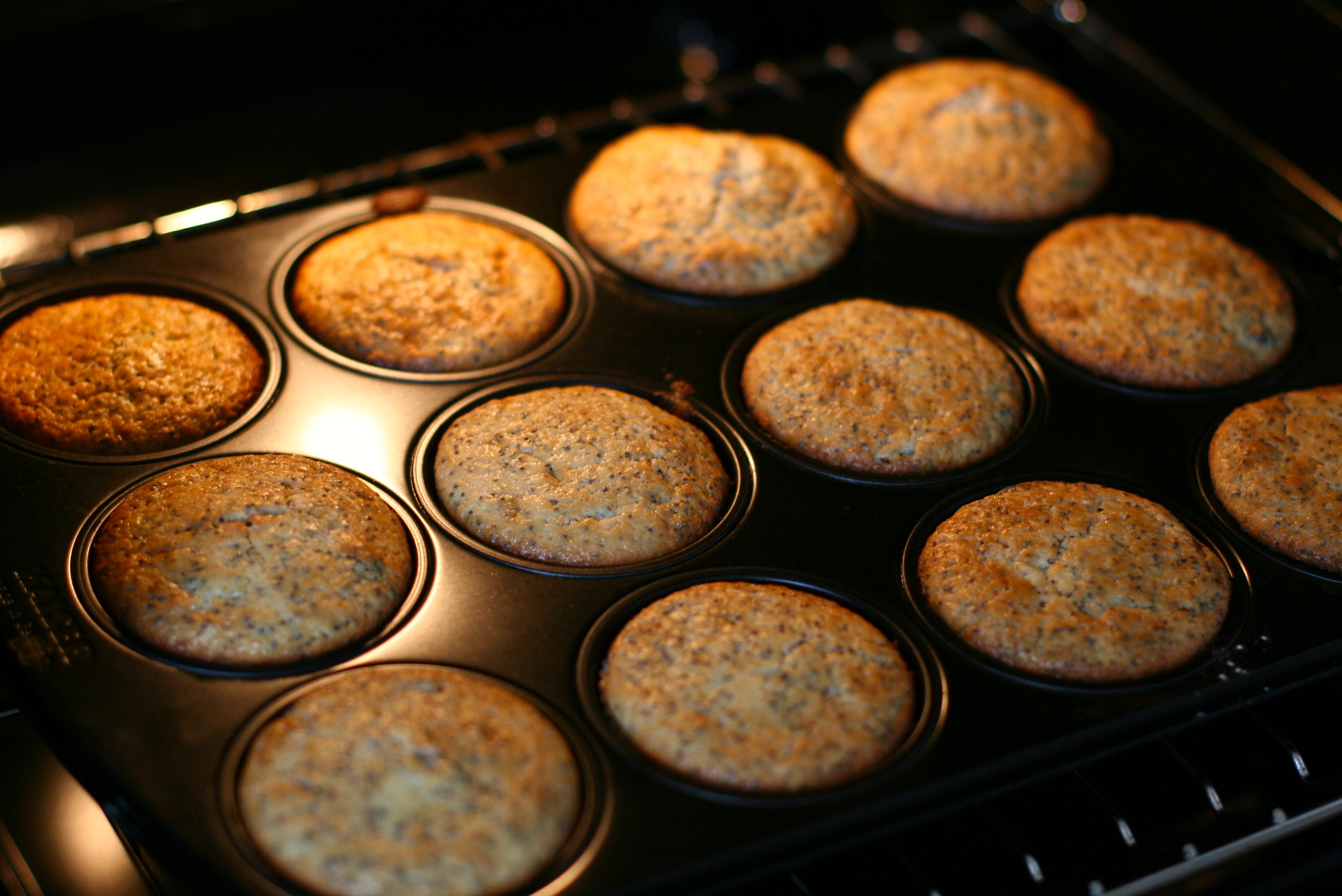
Khay nướng bánh 12 ô

Một tá là thuật ngữ chỉ số mười hai (12) hay một nhóm đơn vị có tổng là mười hai. Đây được coi là một trong những thuật ngữ gọi số lâu đời nhất trong lịch sử thế giới.
Theo đó, một tá tá, hay còn được gọi là một gốt, sẽ tương đương với 144 (122). Một tá mười ba (baker's dozen, nguyên văn: "tá của thợ bánh mì") tương đương với mười ba (13). 
Vì sự thuận tiện trong việc chia phần, trong thương mại, nhất là sản xuất thực phẩm, người ta thường đóng gói hàng hóa theo tá (một tá có thể chia thành 2, 3, 4 hay 6 phần nhỏ tùy ý).
Từ tá cũng có thể dùng để chỉ một số lượng lớn đồ vật nào đó mà không nói rõ con số cụ thể. (Ví dụ: Tôi có cả tá áo sơ mi.)